# Танака, Кинуё
Кинуё Танака (яп. 田中 絹代 Танака Кинуё, 29 ноября 1909 — 21 марта 1977) — японская актриса и кинорежиссёр.

## Биография
Начала сниматься в 1924 у Хироси Симидзу, с которым в 1927—1929 годах жила в фактическом браке. В 1929 сыграла первую главную роль в фильме Ясудзиро Одзу «Университет-то я окончил...», затем — главные роли в фильмах Хэйноскэ Госё «Ночь желаний» (1930) и «Соседка и жена» (1931), первом японском звуковом фильме.
Наиболее известны её роли в фильмах Кэндзи Мидзогути — «Женщина Сайкаку» (1952), «Сказки туманной луны после дождя» (1953), «Управляющий Сансё» (1954) и др. (всего 15 фильмов). Их сотрудничество оборвалось, когда Мидзогути оказал сопротивление Японской гильдии режиссёров, рекомендовавшей Танаку в качестве кинорежиссёра на студию Никкацу. Несмотря на то, что съёмки второго фильма Танаки продолжились, она так и не простила Мидзогути; мотивы его поведения остались непрояснёнными.
За роль в фильме «Бордель № 8» (1974) Танака удостоилась Серебряного медведя на 25-м Берлинском кинофестивале (1975).
Танака — вторая японская женщина-кинорежиссёр после Тадзуко Саканэ (1904—1975). Всего поставила шесть фильмов.

## Избранная фильмография

### Актриса
- 1925 — Убегающий воин / 落武者 / Ochimusha (реж. Хироси Симидзу)
- 1928 — Деревенская невеста / 村の花嫁 / Mura no hanayome (реж. Хэйноскэ Госё)
- 1929 — Он и человеческая жизнь / 彼と人生 / Kare to jinsei (реж. Кёхико Усихара)
- 1929 — Большой город, труд / 大都会　労働篇 / Daitokai: Rôdô-hen (реж. Кёхико Усихара)
- 1929 — Университет-то я окончил... / 大学は出たけれど / Daigaku wa detakeredo (реж. Ясудзиро Одзу)
- 1930 — На экзамене-то я провалился… / 落第はしたけれど / Rakudai wa shitakeredo (реж. Ясудзиро Одзу)
- 1930 — Ночь желаний / 愛慾の記 / Aiyoku no ki (реж. Хэйноскэ Госё)
- 1930 — Линия жизни ABC (фильм в 3-х частях) / 生活線ＡＢＣ / Seikatsu-sen ABC (реж. Ясудзиро Симадзу)
- 1931 — Соседка и жена / マダムと女房 / Madamu to Nyōbō (реж. Хэйноскэ Госё)
- 1932 — Победа или поражение / 勝敗 / Shohaî (реж. Ясудзиро Симадзу)
- 1932 — Где же мечты юности? / 靑春の夢いまいづこ / Seishun no yume imaizuko (реж. Ясудзиро Одзу)
- 1932 — Ивы на Гиндзе / 銀座の柳 / Ginza no yanagi (реж. Хэйноскэ Госё)
- 1932 — Любовь в Токио / 恋の東京 / Koi no Tokyo (реж. Хэйноскэ Госё)
- 1932 — Роман на студии / 撮影所ロマンス・恋愛案内 / Satsueijo romansu, renai annai (реж. Хэйноскэ Госё)
- 1932 — Тюсингура / 忠臣蔵 / Chûshingura (реж. Тэйноскэ Кинугаса)
- 1933 — Женщина из Токио / 東京の女 / Tōkyō no Onna (реж. Ясудзиро Одзу)
- 1933 — Подставная девушка / 非常線の女 / Hijōsen no Onna (реж. Ясудзиро Одзу)
- 1933 — Невеста разговаривает во сне / 花嫁の寝言 / Hanayome no negoto (реж. Хэйноскэ Госё)
- 1933 — Танцовщица из Идзу: Там, где распускаются цветы любви / 恋の花咲く　伊豆の踊子 / Koi no hana saku Izu no odoriko (реж. Хэйноскэ Госё)
- 1934 — Родословная женщины / 婦系図 / Onna keizu / (реж. Хотэи Номура)
- 1935 — Бремя жизни / 彼女は嫌いとひいました / Kanojo wa kirai to iimashita (реж. Хэйноскэ Госё)
- 1935 — Окото и Сасукэ / 春琴抄　お琴と佐助 / Shunkinsho: Okoto to Sasuke (реж. Ясудзиро Симадзу)
- 1936 — Новый путь / 新道 / Shindo (реж. Хэйноскэ Госё)
- 1937 — Женщина-врач и наставник Кинуё / 女医絹代先生 / Joi Kinuyo sensei (реж. Хиромасу Номура)
- 1937 — Песня цветочной корзины / 花籠の歌 / Hana-kago no uta (реж. Хэйноскэ Госё)
- 1938 — Древо любви / 愛染かつら / Aizen katsura (реж. Хиромаса Номура)
- 1940 — Первая любовь Кинуё / 絹代の初恋 / Kinuyo no hatsukoi (реж. Хиромаса Номура)
- 1941 — Цветок / 花 / Hana (реж. Кодзабуро Ёсимура)
- 1941 — Заколка с орнаментом / 簪 / Kanzashi (реж. Хироси Симидзу)
- 1944 — Миямото Мусаси / 宮本武蔵 / Miyamoto Musashi (реж. Кэндзи Мидзогути)
- 1944 — Человек, пришедший навсегда / 還って来た男 / Kaette kita otoko (реж. Юдзо Кавасима)
- 1944 — Армия / 陸軍 / Rikugun (реж. Кэйсукэ Киносита)
- 1945 — Песнь победы (фильм из 4-х новелл), / 必勝歌 / Hisshōka (реж. М. Макино, К. Мидзогути, Х. Симидзу, Т. Тасака)
- 1945 — История лучников Сандзюсангэн-до / 三十三間堂通し矢物語 / Sanjūsangendō Tōshiya Monogatari (реж. Микио Нарусэ)
- 1946 — Пять женщин вокруг Утамаро / 歌麿をめぐる五人の女 / Utamaro o meguru gonin no Onna (реж. Кэндзи Мидзогути)
- 1947 — Замужество / 結婚 / Kekkon (реж. Кэйсукэ Киносита)
- 1947 — Любовь актрисы Сумако / 女優須磨子の恋 / Joyū Sumako no koi (реж. Кэндзи Мидзогути)
- 1948 — Женщины ночи / 夜の女たち / Yoru no Onna-tachi (реж. Кэндзи Мидзогути)
- 1948 — Курица на ветру / 風の中の牝鶏 / Kaze no naka no Mendori (реж. Ясудзиро Одзу)
- 1949 — Пламя моей любви / わが恋は燃えぬ / Waga koi wa moenu (реж. Кэндзи Мидзогути)
- 1949 — Призрак Ёцуи / 新釈四谷怪談 / Yotsuya kaidan (реж. Кэйсукэ Киносита)
- 1950 — Обручальное кольцо / 婚約指環 / Konyaku yubiwa (реж. Кэйсукэ Киносита)
- 1950 — Сёстры Мунэката / 宗方姉妹 / Munekata Kyōdai (реж. Ясудзиро Одзу)
- 1951 — Косметика Гиндзы / 銀座化粧 / Ginza Keshō (реж. Микио Нарусэ)
- 1951 — Госпожа Ою / お遊さま / Oyū-sama (реж. Кэндзи Мидзогути)
- 1951 — Дама из Мусасино / 武蔵野夫人 / Musashino-Fujin (реж. Кэндзи Мидзогути)
- 1952 — Женщина Сайкаку / 西鶴一代女 / Saikaku ichidai-onna (реж. Кэндзи Мидзогути)
- 1952 — Мать / おかあさん / Okasan (реж. Микио Нарусэ)
- 1953 — Сказки туманной луны после дождя / 雨月物語 / Ugetsu-monogatari (реж. Кэндзи Мидзогути)
- 1953 — Там, где видны фабричные трубы / 煙突の見える場所 / Entotsu no mieru basho (реж. Хэйноскэ Госё)
- 1954 — Управляющий Сансё / 山椒太夫 / Sanshō-dayū (реж. Кэндзи Мидзогути)
- 1954 — Календарь женщин / 女の暦 / Onna no koyomi (реж. Сэйдзи Хисамацу)
- 1954 — Женщина и молва / 噂の女 / Uwasa no onna (реж. Кэндзи Мидзогути)
- 1955 — Пока не взошла Луна / 月は上りぬ / Tsuki wa noborinu (реж. Кинуё Танака)
- 1956 — По течению / 流れる / Nagareru (реж. Микио Нарусэ)
- 1957 — Жёлтая ворона / 黄色いからす / Kiiroi karasu (реж. Хэйноскэ Госё)[комм. 1]
- 1957 — Сводные братья / 異母兄弟 / Ibo kyoudai (реж. Миёдзи Иэки)[комм. 2]
- 1957 — На этой земле / Земля / 地上 / Chijo (реж. Кодзабуро Ёсимура)[комм. 3]
- 1958 — Цветы праздника Хиган / 彼岸花 / Higanbana (реж. Ясудзиро Одзу)
- 1958 — Легенда о Нараяме / 楢山節考 (реж. Кэйсукэ Киносита)
- 1959 — История влюблённых в Нанива / 浪花の恋の物語 / Naniwa no koi no monogatari (реж. Тому Утида)
- 1959 — Рождение Японии / 日本誕生 / Nippon tanjô (реж. Хироси Инагаки)
- 1960 — Её брат / おとうと / Otōto (реж. Кон Итикава)
- 1962 — Дневник странницы / 放浪記 / Horoki (реж. Микио Нарусэ)
- 1963 — Легенда или быль? / 死闘の伝説 / Shito no densetsu (реж. Кэйсукэ Киносита)
- 1963 — В одиночку через Тихий океан / 太平洋ひとりぼっち / Taiheiyō hitori-bocchi (реж. Кон Итикава)
- 1965 — Красная борода / 赤ひげ / Aka-hige (реж. Акира Куросава)[комм. 4]
- 1967 — Это началось в Альпах (яп. 南太平洋の若大将 минами тайхэйё но вакадайсё:), реж. Кинго Фурусава — Танума Рики[комм. 5]
- 1972 — Мужчине живётся трудно. Фильм 10: Сновидение Торадзиро / 男はつらいよ　寅次郎夢枕 / Otoko wa tsurai yo: Torajiro yumemakura (реж. Ёдзи Ямада)
- 1974 — Сандакан, публичный дом № 8. Тоска по родине / サンダカン八番娼館 望郷 (реж. Кэй Кумаи)[комм. 6]
- 1976 — Нордкап / (北の岬 / Kita No Misaki (реж. Кэй Кумаи)

### Режиссёр
- 1953 — Любовное письмо / 恋文 / Koibumi
- 1955 — Пока не взошла луна / 月は上りぬ / Tsuki wa noborinu
- 1955 — Всегда женщина[англ.] / 乳房よ永遠なれ / Chibusa yo eien nare
- 1960 — Бродячая принцесса / 流転の王妃 / Ruten no ôhi
- 1961 — Ночь только для женщин[англ.] / 女ばかりの夜 / Onna bakari no yoru
- 1962 — О-Гин-сама / お吟さま / Ogin sama

## Комментарии
1. ↑  В прокате СССР фильм демонстрировался с апреля 1959 года — опубликовано: журнал для работников кинопроката «Новые фильмы» (ориентировачный план выпуска новых художественных фильмов во II квартале 1959 г.), «Рекламфильм», М.-1959, стр. 9.
2. ↑  В советском прокате фильм демонстрировался с августа 1958 года — опубликовано: журнал для работников кинопроката «Новые фильмы», 1958. Выпуск 3: Ориентировочный план выпуска новых художественных фильмов в 3 квартале 1958 года.
3. ↑  В советском прокате фильм демонстрировался с августа 1959 года, р/у Госкино СССР № 1025/59 (до 1 февраля 1964 года) — опубликовано: «Аннотированный каталог фильмов действующего фонда: Художественные фильмы», М.: «Искусство»-1963, С. 200—201.
4. ↑  В советском прокате фильм демонстрировался с ноября 1967 года, р/у Госкино СССР № 2229/66 (до 1 сентября 1972 года) — опубликовано: «Каталог фильмов действующего фонда. Выпуск II: Зарубежные художественные фильмы», Инф.-рекл. бюро упр. кинофикации и кинопроката комитета по кинематографии при Совете министров СССР, М.-1972, стр. 67.
5. ↑  В советском прокате фильм демонстрировался с августа 1976 года, р/у Госкино СССР № 2277/75 (до 26 сентября 1982 года) — опубликовано: «Аннотированный каталог фильмов действующего фонда: Зарубежные художественные фильмы», В/О «Союзинформкино» Гл. упр. кинофикации и кинопроката Госкино СССР, М.-1980, С. 259.
6. ↑  В советском прокате фильм демонстрировался с ноября 1979 года, р/у Госкино СССР № 2002/79 (до 5 января 1986 года) — опубликовано: «Аннотированный каталог фильмов действующего фонда: Зарубежные художественные фильмы», В/О «Союзинформкино» Гл. упр. кинофикации и кинопроката Госкино СССР, М.-1980, С. 228.